# Auburndale (Wisconsin)
Auburndale és una població dels Estats Units a l'estat de Wisconsin. Segons el cens del 2000 tenia 738 habitants.

## Demografia
Segons el cens del 2000, Auburndale tenia 738 habitants, 284 habitatges, i 207 famílies. La densitat de població era de 136,3 habitants per km².
Dels 284 habitatges en un 37% hi vivien nens de menys de 18 anys, en un 63% hi vivien parelles casades, en un 0% dones solteres, i en un 26,8% no eren unitats familiars. En el 22,5% dels habitatges hi vivien persones soles el 9,5% de les quals corresponia a persones de 65 anys o més que vivien soles. El nombre mitjà de persones vivint en cada habitatge era de 2,6 i el nombre mitjà de persones que vivien en cada família era de 3,07.
Per edats la població es repartia de la següent manera: un 25,2% tenia menys de 18 anys, un 9,5% entre 18 i 24, un 31,6% entre 25 i 44, un 21,7% de 45 a 60 i un 12,1% 65 anys o més.
L'edat mediana era de 36 anys. Per cada 100 dones de 18 o més anys hi havia 103,7 homes.
La renda mediana per habitatge era de 41.103 $ i la renda mediana per família de 49.792 $. Els homes tenien una renda mediana de 28.700 $ mentre que les dones 23.125 $. La renda per capita de la població era de 18.347 $. Aproximadament el 2% de les famílies i el 4,4% de la població estaven per davall del llindar de pobresa.

## Poblacions més properes
El següent diagrama mostra les poblacions més properes.